# Liste der Nummer-eins-Hits in der Slowakei (2015)
Dies ist eine Liste der Nummer-eins-Hits in der Slowakei im Jahr 2015. Sie basiert auf den Auswertungen der IFPI ČR, der nationalen Vertretung der tschechischen Musikindustrie. Grundlage sind die Rádio Top 100 für Singles. Zusätzlich werden die Singles Digitál Top 100 ermittelt.

## Singles
| ← 2014 ← | Liste der Nummer-eins-Hits in der Slowakei (Rádio Top 100) | Liste der Nummer-eins-Hits in der Slowakei (Rádio Top 100) | Liste der Nummer-eins-Hits in der Slowakei (Rádio Top 100)                                                                                           | 2016 →                    |
| \| Zeitraum \| Wo. ges. \| Interpret \| Titel Autor(en) \| Zusätzliche Informationen \| \| (Zeitraum, Wochen auf Platz eins, Interpret, Titel, Autor[en], zusätzliche Informationen) \| \| \| \| \| \| ----------------------------------------------------------------------------------------- \| -------- \| ------------------------------------ \| ---------------------------------------------------------------------------------------------------------------------------------------------------- \| ------------------------- \| \| 1. Woche 1 Woche (insgesamt 3) \| 3 \| Adam Ďurica \| Mandolína \| – \| \| 2. Woche 1 Woche \| 1 \| Calvin Harris feat. John Newman \| Blame Calvin Harris, John Newman, James Newman \| – \| \| 3. Woche 1 Woche \| 1 \| Katarína Knechtová \| Naveky \| – \| \| 4.–9. Woche 6 Wochen \| 6 \| Ed Sheeran \| Thinking Out Loud Ed Sheeran, Amy Wadge \| – \| \| 10.–11. Woche 2 Wochen \| 2 \| Hozier \| Take Me to Church Andrew Hozier-Byrne \| – \| \| 12.–15. Woche 4 Wochen \| 4 \| Ellie Goulding \| Love Me like You Do Max Martin, Savan Kotecha, Ali Payami, Tove Nilsson, Ilya Salmanzadeh \| – \| \| 16.–17. Woche 2 Wochen \| 2 \| Maroon 5 \| Sugar Lukasz Gottwald, Adam Levine, Henry Walter, Joshua Coleman, Mike Posner, Jacob Kasher Hindlen \| – \| \| 18. Woche 1 Woche \| 1 \| Rihanna, Kanye West & Paul McCartney \| Four Five Seconds Kanye West, Paul McCartney, Kirby Lauryen, Mike Dean, Tyrone Griffin, Dave Longstreth, Dallas Austin, Elon Rutberg, Noah Goldstein \| – \| \| 19.–25. Woche 7 Wochen \| 7 \| Omi \| Cheerleader (Felix Jaehn Remix) Omar Samuel Pasley, Clifton Dillon, Mark Bradford, Ryan Dillon, Sly Dunbar \| – \| \| 26. Woche 1 Woche \| 1 \| Years & Years \| King Olly Alexander, Emre Turkmen, Michael Goldsworthy, Mark Ralph, Andy Smith \| – \| \| 27.–31. Woche 5 Wochen \| 5 \| Major Lazer & DJ Snake feat. Mø \| Lean On Thomas Wesley Pentz, Karen Marie Ørsted, William Grigahcine, Philip Meckseper \| – \| \| 32.–33. Woche 2 Wochen \| 2 \| Lost Frequencies \| Are You with Me Tommy Lee James, Shane McAnally, Terry McBride \| – \| \| 34.–36. Woche 3 Wochen \| 3 \| Felix Jaehn feat. Jasmine Thompson \| Ain’t Nobody (Loves Me Better) David Wolinski \| – \| \| 37.–41. Woche 5 Wochen \| 5 \| Kygo \| Stole the Show Ashton Parson, Kyrre Gørvell-Dahll, Kyle Kelso, Marli Harwood, Michael Harwood \| – \| \| 42.–43. Woche 2 Wochen (insgesamt 9) \| 9 \| Lost Frequencies feat. Janieck Devy \| Reality Felix de Laet, Radboud Miedema, Janieck van de Polder \| – \| \| 44. Woche 1 Woche \| 1 \| R. City \| Locked Away Toni Tennille, Lukasz Gottwald, Theron Thomas, Timothy Thomas, Henry Walter \| – \| \| 45. Woche 1 Woche (insgesamt 9) \| 9 \| Lost Frequencies feat. Janieck Devy \| Reality Felix de Laet, Radboud Miedema, Janieck van de Polder \| – \| \| 46. Woche 1 Woche \| 1 \| Ed Sheeran \| Photograph Johnny McDaid, Ed Sheeran \| – \| \| 47.–50. Woche 4 Wochen (insgesamt 9) \| 9 \| Lost Frequencies feat. Janieck Devy \| Reality Felix de Laet, Radboud Miedema, Janieck van de Polder \| – \| \| 51. Woche 2015 – 3. Woche 2016 6 Wochen (insgesamt 8) \| 8 \| Adele \| Hello Greg Kurstin, Adele Adkins \| – \| |                                                            |                                                            | |                           |
| ← 2014 |                                                            |                                                            | | → 2016 →                  |
| Zeitraum | Wo. ges.                                                   | Interpret                                                  | Titel Autor(en) | Zusätzliche Informationen |
| (Zeitraum, Wochen auf Platz eins, Interpret, Titel, Autor[en], zusätzliche Informationen) |                                                            |                                                            | |                           |
| 1. Woche 1 Woche (insgesamt 3) | 3                                                          | Adam Ďurica                                                | Mandolína | –                         |
| 2. Woche 1 Woche | 1                                                          | Calvin Harris feat. John Newman                            | Blame Calvin Harris, John Newman, James Newman | –                         |
| 3. Woche 1 Woche | 1                                                          | Katarína Knechtová                                         | Naveky | –                         |
| 4.–9. Woche 6 Wochen | 6                                                          | Ed Sheeran                                                 | Thinking Out Loud Ed Sheeran, Amy Wadge | –                         |
| 10.–11. Woche 2 Wochen | 2                                                          | Hozier                                                     | Take Me to Church Andrew Hozier-Byrne | –                         |
| 12.–15. Woche 4 Wochen | 4                                                          | Ellie Goulding                                             | Love Me like You Do Max Martin, Savan Kotecha, Ali Payami, Tove Nilsson, Ilya Salmanzadeh                                                            | –                         |
| 16.–17. Woche 2 Wochen | 2                                                          | Maroon 5                                                   | Sugar Lukasz Gottwald, Adam Levine, Henry Walter, Joshua Coleman, Mike Posner, Jacob Kasher Hindlen                                                  | –                         |
| 18. Woche 1 Woche | 1                                                          | Rihanna, Kanye West & Paul McCartney                       | Four Five Seconds Kanye West, Paul McCartney, Kirby Lauryen, Mike Dean, Tyrone Griffin, Dave Longstreth, Dallas Austin, Elon Rutberg, Noah Goldstein | –                         |
| 19.–25. Woche 7 Wochen | 7                                                          | Omi                                                        | Cheerleader (Felix Jaehn Remix) Omar Samuel Pasley, Clifton Dillon, Mark Bradford, Ryan Dillon, Sly Dunbar                                           | –                         |
| 26. Woche 1 Woche | 1                                                          | Years & Years                                              | King Olly Alexander, Emre Turkmen, Michael Goldsworthy, Mark Ralph, Andy Smith                                                                       | –                         |
| 27.–31. Woche 5 Wochen | 5                                                          | Major Lazer & DJ Snake feat. Mø                            | Lean On Thomas Wesley Pentz, Karen Marie Ørsted, William Grigahcine, Philip Meckseper                                                                | –                         |
| 32.–33. Woche 2 Wochen | 2                                                          | Lost Frequencies                                           | Are You with Me Tommy Lee James, Shane McAnally, Terry McBride                                                                                       | –                         |
| 34.–36. Woche 3 Wochen | 3                                                          | Felix Jaehn feat. Jasmine Thompson                         | Ain’t Nobody (Loves Me Better) David Wolinski | –                         |
| 37.–41. Woche 5 Wochen | 5                                                          | Kygo                                                       | Stole the Show Ashton Parson, Kyrre Gørvell-Dahll, Kyle Kelso, Marli Harwood, Michael Harwood                                                        | –                         |
| 42.–43. Woche 2 Wochen (insgesamt 9) | 9                                                          | Lost Frequencies feat. Janieck Devy                        | Reality Felix de Laet, Radboud Miedema, Janieck van de Polder                                                                                        | –                         |
| 44. Woche 1 Woche | 1                                                          | R. City                                                    | Locked Away Toni Tennille, Lukasz Gottwald, Theron Thomas, Timothy Thomas, Henry Walter                                                              | –                         |
| 45. Woche 1 Woche (insgesamt 9) | 9                                                          | Lost Frequencies feat. Janieck Devy                        | Reality Felix de Laet, Radboud Miedema, Janieck van de Polder                                                                                        | –                         |
| 46. Woche 1 Woche | 1                                                          | Ed Sheeran                                                 | Photograph Johnny McDaid, Ed Sheeran | –                         |
| 47.–50. Woche 4 Wochen (insgesamt 9) | 9                                                          | Lost Frequencies feat. Janieck Devy                        | Reality Felix de Laet, Radboud Miedema, Janieck van de Polder                                                                                        | –                         |
| 51. Woche 2015 – 3. Woche 2016 6 Wochen (insgesamt 8) | 8                                                          | Adele                                                      | Hello Greg Kurstin, Adele Adkins | –                         |

| ← 2014 ← | Liste der Nummer-eins-Hits in der Slowakei (Singles Digitál Top 100) | Liste der Nummer-eins-Hits in der Slowakei (Singles Digitál Top 100) | Liste der Nummer-eins-Hits in der Slowakei (Singles Digitál Top 100)                                                 | 2016 → |
| \| Zeitraum \| Wo. ges. \| Interpret \| Titel Autor(en) \| Zusätzliche Informationen \| \| (Zeitraum, Wochen auf Platz eins, Interpret, Titel, Autor[en], zusätzliche Informationen) \| \| \| \| \| \| ----------------------------------------------------------------------------------------- \| -------- \| ------------------------------- \| -------------------------------------------------------------------------------------------------------------------- \| ---------------------------------------------------------------------------------------------------------------- \| \| 50. Woche 2014 – 7. Woche 2015 10 Wochen \| 10 \| Hozier \| Take Me to Church Andrew Hozier-Byrne \| – \| \| 8.–16. Woche 9 Wochen \| 9 \| Ellie Goulding \| Love Me like You Do Max Martin, Savan Kotecha, Ali Payami, Tove Nilsson, Ilya Salmanzadeh \| – \| \| 17.–18. Woche 2 Wochen \| 2 \| Wiz Khalifa feat. Charlie Puth \| See You Again Justin Franks, Cameron Thomaz, Andrew Cedar, Charles Puth \| – \| \| 19.–31. Woche 13 Wochen (insgesamt 16) \| 16 \| Major Lazer & DJ Snake feat. Mø \| Lean On Thomas Wesley Pentz, Karen Marie Ørsted, William Grigahcine, Philip Meckseper \| – \| \| 32. Woche 1 Woche \| 1 \| One Direction \| Drag Me Down John Ryan, Julian Bunetta, Jamie Scott \| – \| \| 33.–35. Woche 3 Wochen (insgesamt 16) \| 16 \| Major Lazer & DJ Snake feat. Mø \| Lean On Thomas Wesley Pentz, Karen Marie Ørsted, William Grigahcine, Philip Meckseper \| – \| \| 36.–42. Woche 7 Wochen \| 7 \| Justin Bieber \| What Do You Mean? Jason Boyd, Mason Levy, Justin Bieber \| – \| \| 43. Woche 1 Woche \| 1 \| One Direction \| Perfect John Ryan, Julian Bunetta, Jacob Kasher, Harry Styles, Louis Tomlinson, Jesse Shatkin, Maureen Anne McDonald \| – \| \| 44.–45. Woche 2 Wochen (insgesamt 5) \| 5 \| Adele \| Hello Greg Kurstin, Adele Adkins \| – \| \| 46.–51. Woche 6 Wochen (insgesamt 7) \| 7 \| Justin Bieber \| Sorry Justin Bieber, Sonny Moore, Justin Tranter, Julia Michaels, Michael Tucker \| Nachdem Adele von einer Woche auf die andere aus den Charts verschwunden war, war der Weg frei für den Kanadier. \| \| 52.–53. Woche 2 Wochen \| 2 \| Justin Bieber \| Love Yourself Benjamin Levin, Justin Bieber, Ed Sheeran \| – \| |                                                                      |                                                                      | | |
| ← 2014 |                                                                      |                                                                      | | → 2016 → |
| Zeitraum | Wo. ges.                                                             | Interpret                                                            | Titel Autor(en) | Zusätzliche Informationen                                                                                        |
| (Zeitraum, Wochen auf Platz eins, Interpret, Titel, Autor[en], zusätzliche Informationen) |                                                                      |                                                                      | | |
| 50. Woche 2014 – 7. Woche 2015 10 Wochen | 10                                                                   | Hozier                                                               | Take Me to Church Andrew Hozier-Byrne                                                                                | – |
| 8.–16. Woche 9 Wochen | 9                                                                    | Ellie Goulding                                                       | Love Me like You Do Max Martin, Savan Kotecha, Ali Payami, Tove Nilsson, Ilya Salmanzadeh                            | – |
| 17.–18. Woche 2 Wochen | 2                                                                    | Wiz Khalifa feat. Charlie Puth                                       | See You Again Justin Franks, Cameron Thomaz, Andrew Cedar, Charles Puth                                              | – |
| 19.–31. Woche 13 Wochen (insgesamt 16) | 16                                                                   | Major Lazer & DJ Snake feat. Mø                                      | Lean On Thomas Wesley Pentz, Karen Marie Ørsted, William Grigahcine, Philip Meckseper                                | – |
| 32. Woche 1 Woche | 1                                                                    | One Direction                                                        | Drag Me Down John Ryan, Julian Bunetta, Jamie Scott                                                                  | – |
| 33.–35. Woche 3 Wochen (insgesamt 16) | 16                                                                   | Major Lazer & DJ Snake feat. Mø                                      | Lean On Thomas Wesley Pentz, Karen Marie Ørsted, William Grigahcine, Philip Meckseper                                | – |
| 36.–42. Woche 7 Wochen | 7                                                                    | Justin Bieber                                                        | What Do You Mean? Jason Boyd, Mason Levy, Justin Bieber                                                              | – |
| 43. Woche 1 Woche | 1                                                                    | One Direction                                                        | Perfect John Ryan, Julian Bunetta, Jacob Kasher, Harry Styles, Louis Tomlinson, Jesse Shatkin, Maureen Anne McDonald | – |
| 44.–45. Woche 2 Wochen (insgesamt 5) | 5                                                                    | Adele                                                                | Hello Greg Kurstin, Adele Adkins                                                                                     | – |
| 46.–51. Woche 6 Wochen (insgesamt 7) | 7                                                                    | Justin Bieber                                                        | Sorry Justin Bieber, Sonny Moore, Justin Tranter, Julia Michaels, Michael Tucker                                     | Nachdem Adele von einer Woche auf die andere aus den Charts verschwunden war, war der Weg frei für den Kanadier. |
| 52.–53. Woche 2 Wochen | 2                                                                    | Justin Bieber                                                        | Love Yourself Benjamin Levin, Justin Bieber, Ed Sheeran                                                              | – |